# Aucazein
Aucazein ist eine französische Gemeinde mit 62 Einwohnern (Stand 1. Januar 2022) im Département Ariège in der Region Okzitanien. Sie gehört zum Kanton Couserans Ouest und zum Arrondissement Saint-Girons.

## Geografie
Aucazein liegt in den Pyrenäen am Fluss Bouigane, nahe der Grenze zu Spanien.
Nachbargemeinden sind Buzan im Nordwesten, Villeneuve im Norden, Argein im Osten, Bonac-Irazein im Süden, Antras im Südwesten und Illartein im Westen.

## Bevölkerungsentwicklung
| Jahr      | 1962 | 1968 | 1975 | 1982 | 1990 | 1999 | 2008 | 2015 |
| --------- | ---- | ---- | ---- | ---- | ---- | ---- | ---- | ---- |
| Einwohner | 84   | 80   | 65   | 52   | 48   | 57   | 63   | 62   |

## Sehenswürdigkeiten

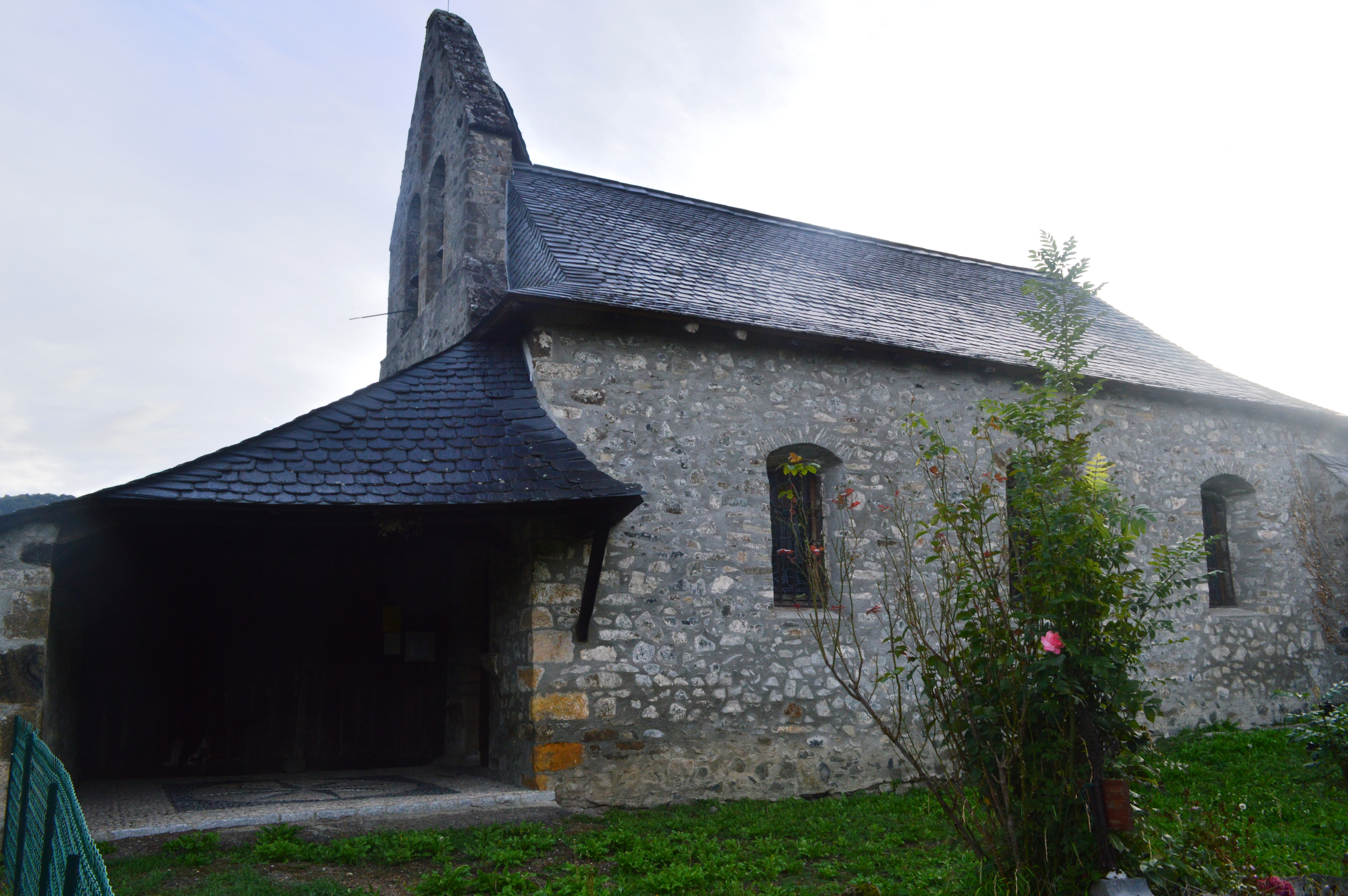
Kirche Saint-Sabin

- Kirche Saint-Sabin
- Metallbrücke von 1905
- Oratorium